# Crasodactylus
Crasodactylus is een geslacht van kevers uit de familie van de loopkevers (Carabidae). De wetenschappelijke naam van het geslacht is voor het eerst geldig gepubliceerd in 1847 door Guerin-Meneville.

## Soorten
Het geslacht Crasodactylus is monotypisch en omvat slechts de volgende soort:
- Crasodactylus punctatus Guerin-Meneville, 1847